# Шанто
Шанто (фр. Chanteau) насеље је и општина у централној Француској у региону Центар (регион), у департману Лоаре која припада префектури Орлеан.
По подацима из 2011. године у општини је живело 1331 становника, а густина насељености је износила 46,14 становника/km². Општина се простире на површини од 28,85 km². Налази се на средњој надморској висини од 122 метара (максималној 138 m, а минималној 109 m).

## Демографија
| 1962. | 1968. | 1975. | 1982. | 1990. | 1999. | 2011. |
| ----- | ----- | ----- | ----- | ----- | ----- | ----- |
| 177   | 186   | 316   | 899   | 993   | 1.136 | 1.331 |

График промене броја становника у току последњих година